# Civray (Vienne)
Civray é uma comuna francesa na região administrativa da Nova Aquitânia, no departamento de Vienne. Estende-se por uma área de 8,7 km². Em 2010 a comuna tinha 2 758 habitantes (densidade: 317 hab./km²).